# История Оттавы

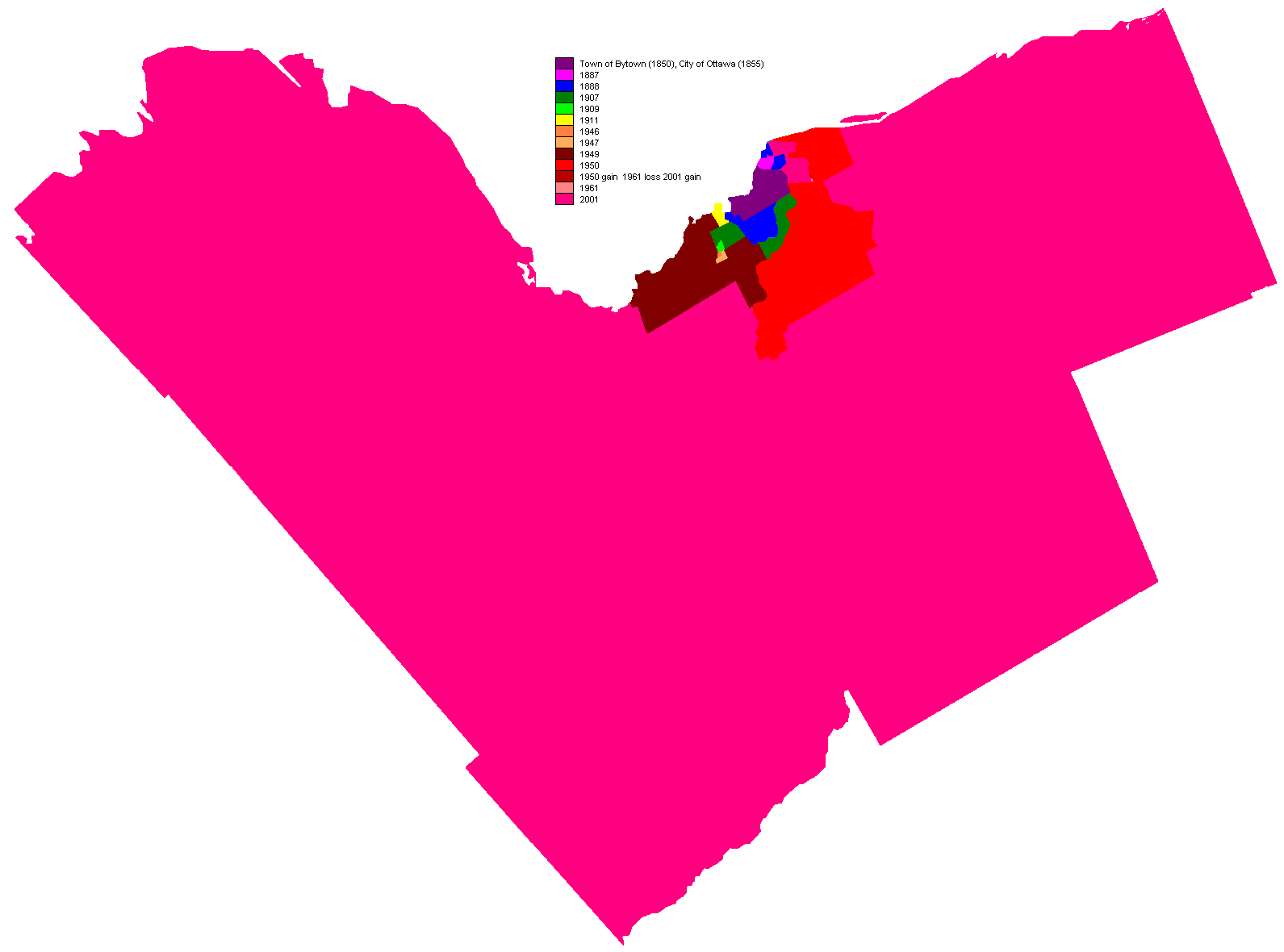
Рост территории Оттавы

Оттава — столица Канады, ранее известная как Байтаун, возникла в начале XIX в. как небольшой посёлок строителей и вспомогательного персонала на строительстве канала Ридо. Тем не менее первые упоминания о данной местности относятся ещё к эпохе ранней французской колонизации Канады.

## Предыстория, французские поселенцы

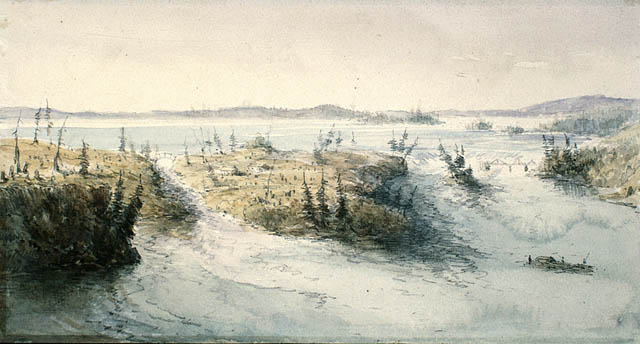
Шодьерские водопады, 1838 г., до сооружения плотины.

Наиболее ранние следы обитания человека обнаружены на озере Лими, а также в долине реки Оттава. Племя оттава, от которых происходит название реки, пришло в XIV веке с востока в район Великих озёр, а в регионе будущего города Оттава обитало только до 1651 года.
Этьен Брюле первым из европейцев в 1610 году прошёл вдоль реки Оттава. Самуэль де Шамплен в 1613 году вместе с вождём племени оттава по имени Тессуат разведывал местность, где позднее расположится город. Именно он впервые упоминает название племени, которое он передал как «Oudaouais». Зимой индейцы оттава жили группами по 2-3 семьи, а весной собирались в большие охотничьи союзы. У них французы позаимствовали снегоступы. По сообщению Шамплена, на Шодьерских водопадах индейцы приносили в жертву табак.
В 1620 г. Шамплен направил Жана Николе к племени кичесипирини, название которых было связано с названием реки Кичисипи («большая река», ныне река Оттава). В это же время племени оттава удалось установить вдоль реки свою торговую монополию. На своих каноэ они перевозили меха в деревни гуронов, где их приобретали французы. В противоположном направлении шли французские товары, которые приобретались удалёнными племенами.
Около 1630 года начались бобровые войны — длительная борьба за торговлю мехом в Северной Америке. Война привела к массовым перемещениям населения. В 1636 году племя кичесипирини безуспешно попыталось заключить союз с гуронами, алгонкинами и ниписсингами против ирокезов. Ирокезам около 1650 года удалось разгромить гуронов, а позднее — и другие враждебные племена. Только около 1700 года некоторые из разгромленных племён вернулись в родные земли, однако племя оттава переселилось в район к югу от Великих озёр — ныне территория США. Несмотря на их уход, среди французских торговцев закрепилась привычка называть всех индейских торговцев пушниной «оттава» в память о том племени, даже когда речь шла об алгонкинах или оджибве, относившихся к совершенно иной языковой семье. По этой причине реку Кичисипи стали называть Оттава.
Вдоль реки Оттава обосновались алгонкинские племена (за исключением двух десятилетий, когда существовала торговая монополия племени оттава). В настоящее время сохранились две резервации алгонкинских племён на территории Квебекской Оттавы: Китиган-Зиби близ посёлка Маниваки и Пикваканаган на Золотом озере.

## Под властью британцев
В 1759 г. регион попал под власть британцев. В 1800 г. из Массачусетса первые 5 семей поселенцев во главе с Филемоном Райтом вместе с 33 работниками прибыли на Шодьерские водопады, которые Райт назвал «водопадами Колумбии». Посёлок Райтстаун (Wright’s Town) позднее превратился в современный город Гатино. В 1806 г. по реке впервые сплавили 700 брёвен в Квебек, однако лишь континентальная блокада Наполеона превратила лесосплав в выгодный бизнес. Также Райт, ставший экономическим олигархом региона, поставлял с 1812 г. в США пшеницу. К 1830 г. Райтстаун, точнее, основанное в 1814 г. предприятие P. Wright & Sons, стало важнейшим поставщиком древесины в Канаде. В то же время, опасаясь конкуренции, в течение 3 десятилетий Райт препятствовал возникновению близ Райтстауна других промышленных предприятий и даже переселению туда ремесленников.
Торговля мехами из рук независимых охотников и торговцев перешла в руки Северо-западной компании в Монреале. В 1821 г. эту компанию принудительно объединили с Компанией Гудзонова залива, однако к тому времени торговля мехами уже почти утратила значение, уступив место торговле лесом.

## Байтаун

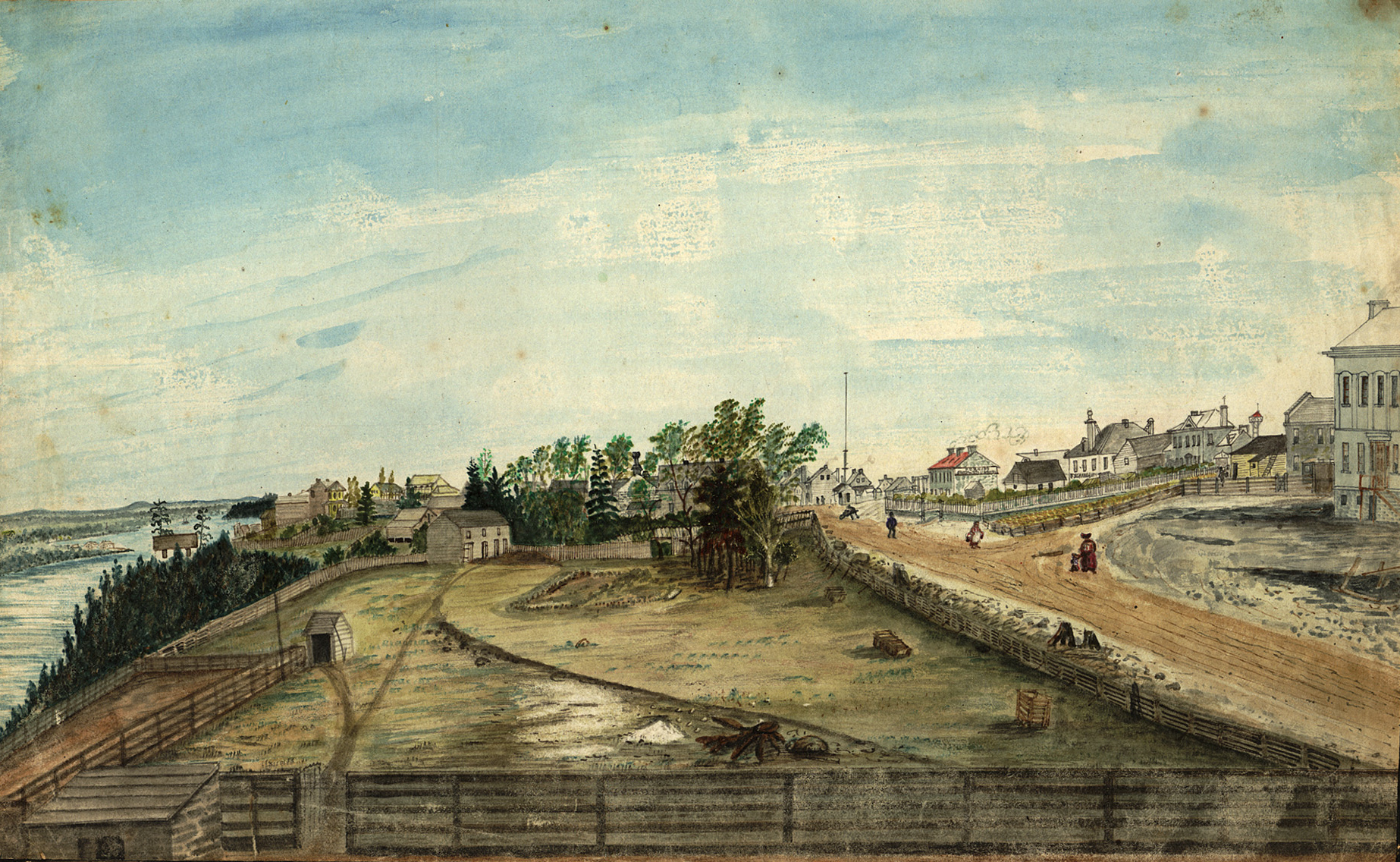
Вид на западную оконечность Веллингтон-стрит в Верхнем Байтауне. 1845, акварель Томаса Берроуза.

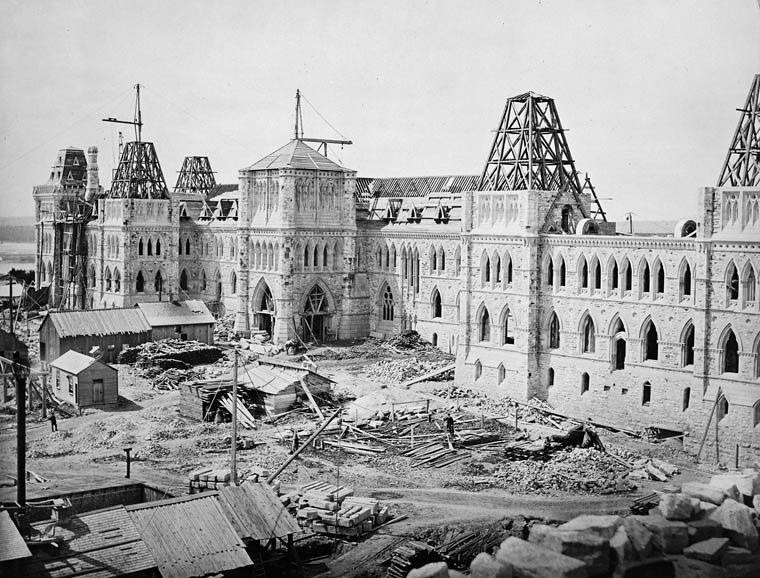
Строительство центрального блока Парламента

В 1827 г. посёлок строителей канала Ридо между реками Оттава и Ридо впервые упоминается под названием Байтаун. Так он был назван в честь подполковника Джона Бая, курировшего сооружение канала в 1826—1832 гг.
В 1836 г. Джеймс Джонстон основал первую местную газету Bytown Independent. В 1839 г. в посёлке насчитывалось 2073 жителя. После долгих дебатов в 1850 г. Байтаун получил статус города, а с 1 января 1855 г. он получил название Оттава. К этому времени в Оттаве насчитывалось около 10000 жителей.
Поначалу важнейшую роль в экономике Оттавы играла лесная промышленность. Большие грузы древесины сплавлялись по реке Оттава. На водопадах Шодьер и Ридо возникли лесопилки, принадлежавшие «лесному барону» Дж. Р. Буту (J. R. Booth). Также древесина сплавлялась по каналу Ридо в г. Кингстон и по озеру Эри в Осуиго в штате Нью-Йорк.
Также вскоре возникли крупные семейные предприятия меховой промышленности.

## Столица Канады
31 декабря 1857 г. к королеве Виктории обратились с петицией избрать какой-либо город столицей Канады. В качестве компромисса был предложен город Оттава, расположенный на границе англоязычной и франкоязычной территорий, примерно посредине между Торонто и Монреалем. Кроме того, Оттава была достаточно удалена от границы с США (была ещё свежа память об англо-американской войне и о поддержке американцами восстаний 1837 года). Для сооружения здания парламента в неоготическом стиле был избран Казарменный холм (англ. Barracks Hill) у канала Ридо. Сооружение Парламента началось в 1860 г. До 1866 г. на его сооружение было затрачено 4,5 миллиона долларов. В ходе сооружения в Оттаву приехало много инженеров, архитекторов и строителей со своими семьями.
Согласно Конституционному акту 1867 г. Оттава была провозглашена столицей нового федеративного государства Канада. 
В 1877 г. в Оттаве общественности был представлен первый телефон.

## Начало XX века: катастрофы и борьба за права франкофонов

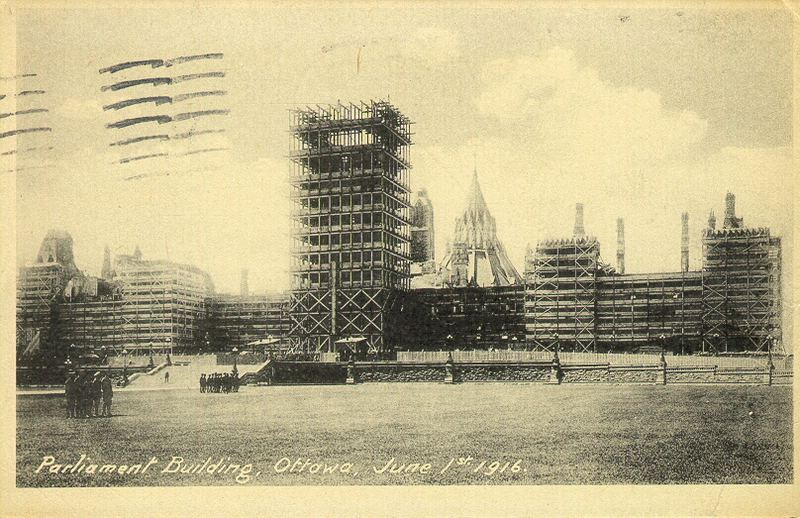
Восстановление Центрального блока парламента после пожара

В 1899 году возникла Комиссия по улучшению Оттавы, Ottawa Improvement Commission, со временем преобразованная в Национальную столичную комиссию.
26 апреля 1900 года крупный пожар уничтожил около 2000 домов. Он начался в соседнем городе Халл из-за засоренной печной трубы и из-за погодных условий перекинулся на Оттаву. В огне погибло 7 человек, несколько задохнулось от дыма, 15000 человек потеряли жильё.
3 февраля 1916 года произошёл ещё один крупный пожар, уничтоживший здания Парламента (в том числе Башню Виктории) и Сената. Новое здание Парламента было возведено в 1922 году.
Помимо пожаров, крупным событием начала 20 века была борьба франкофонов за полноценное школьное образование на французском языке и отмену Поправки 17. В январе 1916 г. произошла «битва шляпных булавок», когда разгневанные родители прорвали полицейский кордон, чтобы позволить пройти в школу франкоязычным преподавательницам, нарушавшим ограничения Поправки 17.
В 1927 году взамен прежней Комиссии по улучшению возникла Комиссия федерального округа, Federal District Commission. В частности, комиссия отвечала за сохранение зелёных насаждений в парках Оттавы и Гатино.
29 мая 1929 года в результате в серии взрывов в канализации Оттавы погиб один человек. Причиной были накопившиеся в канализации отходы автозаправочных станций, которые по правилам требовалось отвозить в отдельные места утилизации, однако правила повсеместно нарушались владельцами с целью экономии средств.

## Холодная война и социальные реформы

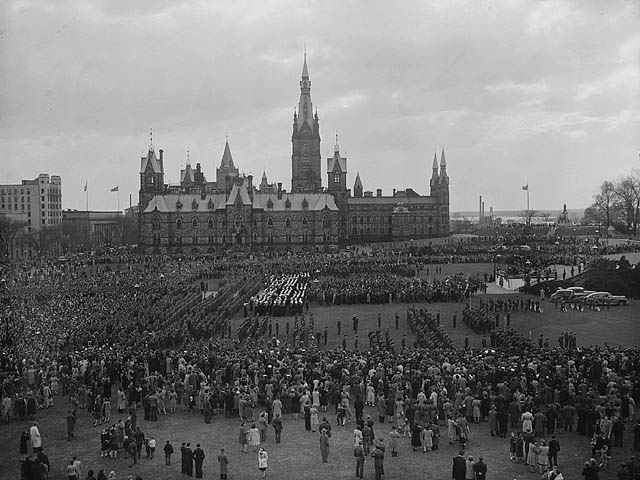
Парад в день победы на Парламентском холме, 1945 г.

Вскоре после окончания Второй мировой войны, 5 сентября 1945 г., советский криптограф Игорь Гузенко бежал из посольства и сдался властям Канады, передав им 109 секретных депеш, связанных с разработкой атомного оружия.
В разгар холодной войны в деревне Карп под Оттавой был сооружён ядерный бункер для канадского правительства, получивший прозвище «Дифенбункер» в честь премьер-министра Джона Дифенбейкера. В настоящее время бункер превращён в музей.
В 1985 г. турецкое посольство в Оттаве подверглось атаке армянских террористов, при этом был убит канадец-охранник, 31-летний студент. Террористы позднее сдались и были осуждены к пожизненному заключению (в 2010 г. выпущены досрочно). Это событие стало переломным моментом в отношении канадцев к различным террористическим организациям мира, которые до этого обычно воспринимались как «национально-освободительные движения».

## Расширение города. Технологическая столица Канады
Согласно Закону о национальной столице 1958 г. был образован Национальный столичный округ Канады площадью 4800 км², включавший в себя 27 муниципалитетов, самыми крупными из которых были Оттава и Халл.
К этому времени непоследовательное развитие городской инфраструктуры Оттавы стало вызывать озабоченность. Национальная столичная комиссия Канады, образованная в 1959 г., под руководством французского архитектора Жака Гребе приняла решение вынести из центра Оттавы железнодорожные пути и промышленные предприятия (в частности, были удалены предприятия на Лебретонских равнинах, где сейчас находится парк, а главный вокзал перенесён в восточную часть города). Вокруг Оттавы была образована зона, известная как Зелёный пояс Оттавы, где была запрещена вырубка леса. Кроме того, было принято решение о централизации артефактов, связанных с историей Канады, в одном музее (позднее разделён на Канадский музей цивилизации и Канадский музей природы).
К концу 20 века Оттава превращается в технологическую столицу Канады. Большая часть высокотехнологичных предприятий сконцентрирована в районах Непин и Каната.

## 21 век. Большая Оттава
- 2001 — появилась линия лёгкого метро O-Train.
- 2001 — в результате присоединения к Оттаве ряда пригородов площадь города увеличилась в несколько раз, а население агломерации составило 1,07 млн человек.
- 2004 — открыт центр телевещания CBC.
- 2006 — население Национального столичного региона составило 1130761 человек, согласно переписи 2006 года.
- 2006 — открыт Мемориал доблестных.
- 2014 — после длительной реновации открыт стадион TD Place и расположенный рядом с ним торгово-развлекательный комплекс. В октябре совершён террористический акт у Национального военного мемориала Канады
- 2019 — открыта 1-я линия лёгкого метро — Линия Конфедерации (ранее существовавшая Линия Триллиум получила номер 2)
- 2020 — с марта в Оттаве введён карантин в связи с эпидемией COVID-19. С апреля по июль движение через мосты, ведущие в Квебек, подвергалось полицейскому контролю, были закрыты все государственные учреждения (включая бассейны, библиотеки, парки), большинство магазинов и других «несущественных заведений» (non-essential businesses).